# Burg Stettenberg (Elsass)

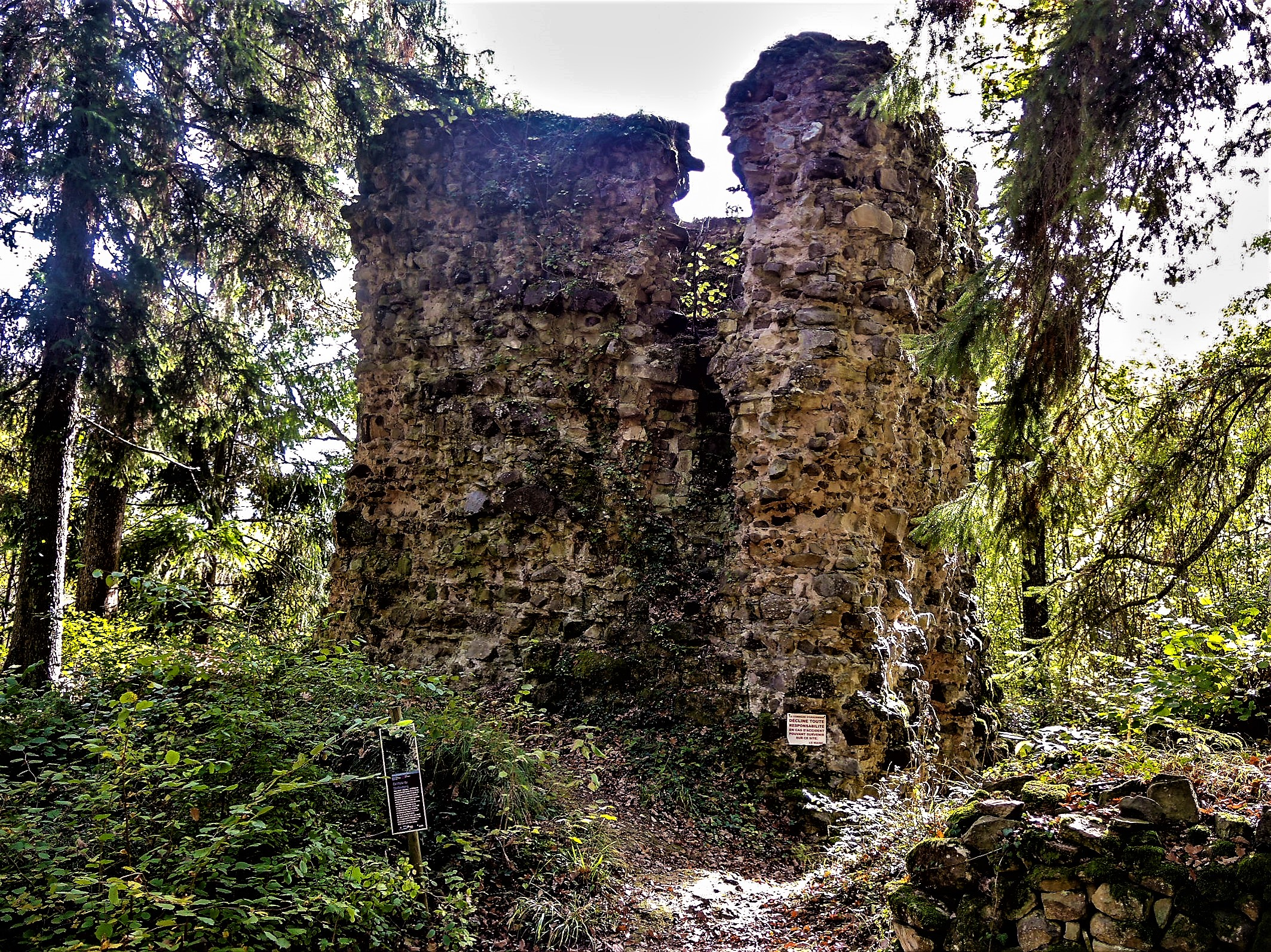
Ruine der Burg Stettenberg

Burg Stettenberg (Elsass) (auch Altschloss genannt) liegt auf einem Felsvorsprung in 313 Höhenmetern nordöstlich des Dorfes Orschwihr (Orschweier) im Elsass.

## Geschichte
Die Burg wurde für die Edlen Stettenberg errichtet, die bischöfliche Vasallen waren. 1354 übergaben jedoch die Edlen von Schönau die Burg an das Antoniterkloster Issenheim. Nach anderen Quellen wurde die Burg jedoch von den Münch errichtet. Während des Hundertjährigen Kriegs sollen von hier aus schlechtbezahlte Söldner, die während Waffenstillständen arbeitslos waren, das zum deutsch-römischen Reich gehörige Elsass überfallen haben. Die Burg wurde 1375 von Enguerrand VII. de Coucy zerstört. Die endgültige Zerstörung erfolgte im Jahr 1416. Ab 1522 war die Gemeinde Orschweiler Eigentümer.

## Zugang
Vom Zentrum von Orschweier erreicht man die Ruine über die Grand-Rue in etwa zehn Minuten.